# 劳动行政管理公约
劳动行政管理公约（英語：Labour Administration Convention）是1978年6月26国际劳工大会通过的一项公约，又称1978年劳动行政管理公约，是国际劳工组织第150号公约(C150)。公约于1980年10月11日生效。

## 内容
公约第二条规定缔约国须指派或委托非政府组织（雇主组织、工人组织）从事某些劳动行政管理工作。

## 批准情形
截至目前，已有77个国家批准该公约。公约于2003年3月7日对中国生效，适用于港澳。